# Egelmühle

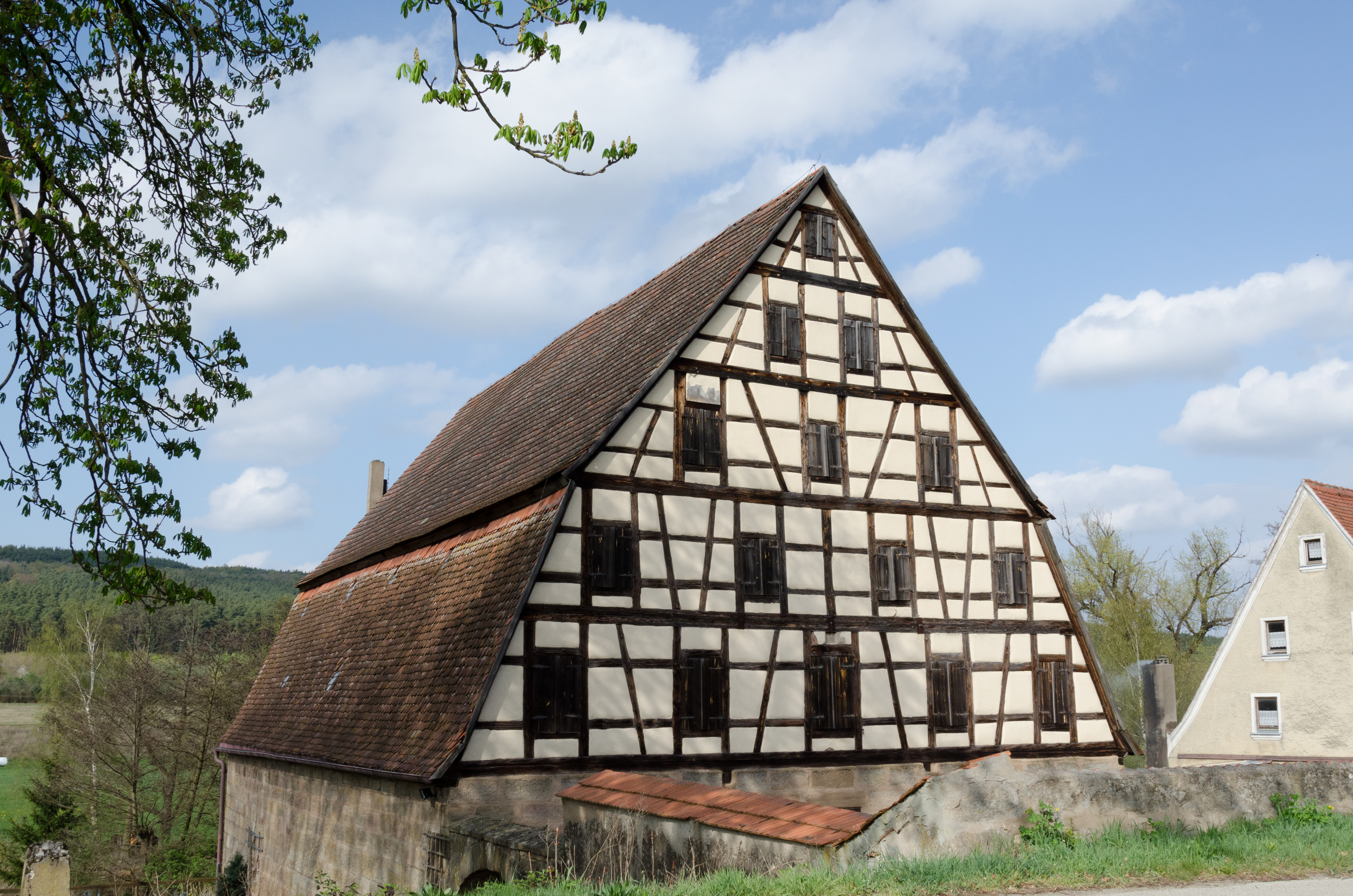
Müllerwohnhaus

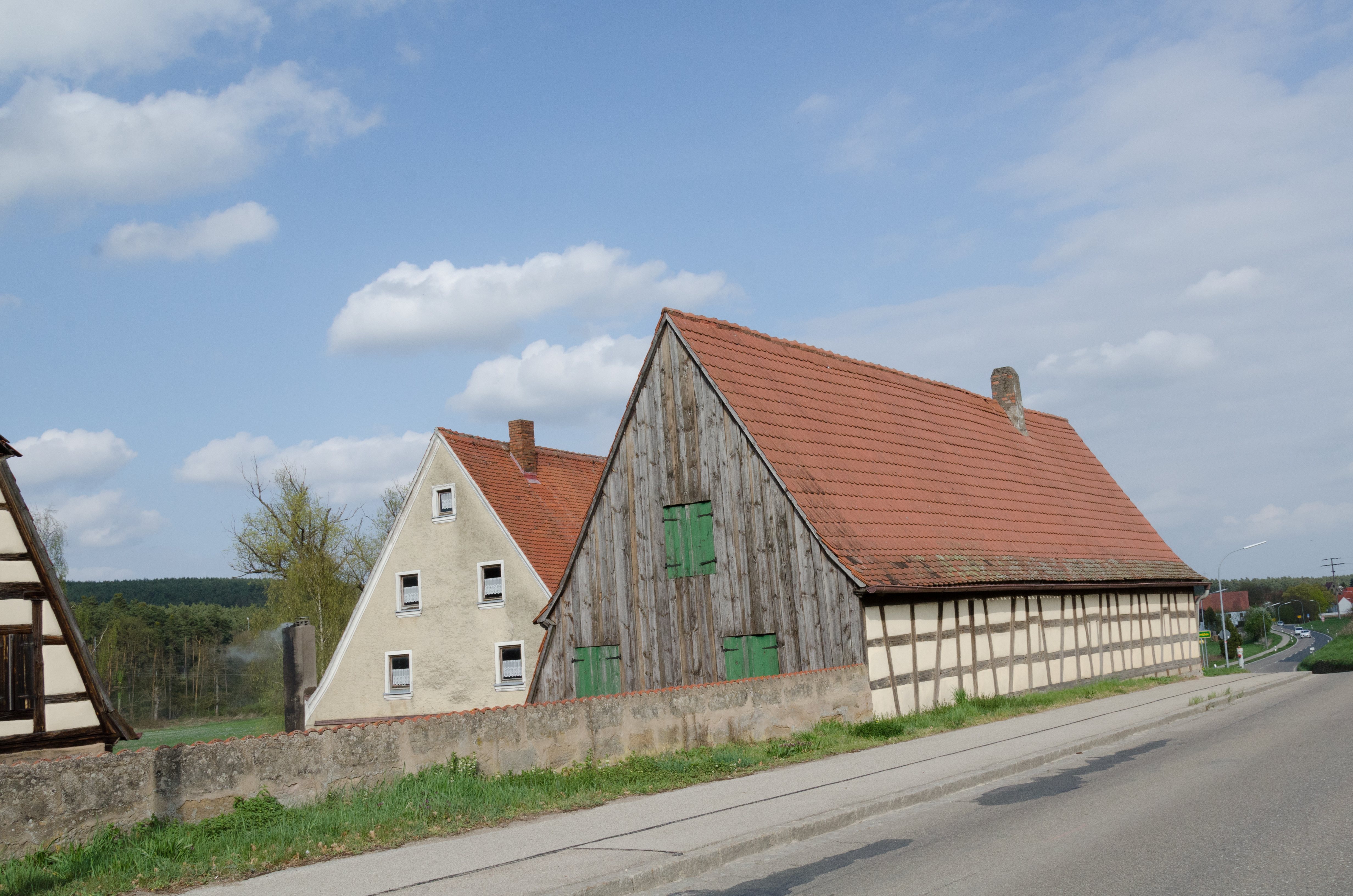
Scheune

Egelmühle (fränkisch: Äglmil) ist ein Gemeindeteil der Stadt Spalt im Landkreis Roth (Mittelfranken, Bayern). Egelmühle liegt in der Gemarkung Großweingarten.

## Geografie
Die Einöde liegt an der Fränkischen Rezat. Im Süden liegt das Waldgebiet Birkle. Die Staatsstraße 2223 führt nach Spalt (0,9 km westlich) bzw. nach Wasserzell (0,8 km östlich).

## Geschichte
Der Ort wurde im Eichstätter Salbuch des Jahres 1407 als „Egelmül“ erstmals urkundlich erwähnt. 1671 zählte Egelmühle zur Realgemeinde Wasserzell.
Gegen Ende des 18. Jahrhunderts gehörte Egelmühle weiterhin zur Gemeinde Wasserzell. Die Egelmühle bestand aus einem Anwesen. Das Hochgericht übte das eichstättische Pflegamt Wernfels-Spalt aus. Die Mahlmühle hatte das Kastenamt Spalt als Grundherrn.
Im Rahmen des Gemeindeedikts wurde Egelmühle dem 1808 gebildeten Steuerdistrikt Großweingarten und der 1811 gegründeten Ruralgemeinde Großweingarten zugeordnet. Am 1. Januar 1972 wurde Großweingarten mit der Egelmühle im Zuge der Gebietsreform in Bayern nach Spalt eingegliedert.

### Baudenkmal
- Haus Nr. 1: Geschlossene Hofanlage[11]

### Einwohnerentwicklung
| Jahr      | 001818 | 001840 | 001861 | 001871 | 001885 | 001900 | 001925 | 001950 | 001961 | 001970 | 001987 | 002015 |
| Einwohner | 17     | 15     | 4      | 17     | 15     | 12     | 11     | 13     | 5      | 4      | 6      | 3      |
| Häuser    | 3      | 1      |        |        | 1      | 1      | 1      | 1      | 1      |        | 1      |        |
| Quelle    | [ 13 ] | [ 14 ] | [ 15 ] | [ 16 ] | [ 17 ] | [ 18 ] | [ 19 ] | [ 20 ] | [ 21 ] | [ 22 ] | [ 23 ] | [ 1 ]  |

## Religion
Der Ort ist römisch-katholisch geprägt und bis heute nach St. Emmeram (Spalt) gepfarrt. Die Einwohner evangelisch-lutherischer Konfession sind nach St. Michael (Fünfbronn) gepfarrt.